# Arnad
Arnad (de 1946 à 1976, Arnaz) est une commune italienne de la basse région Vallée d'Aoste.

## Géographie
Arnad se trouve dans la basse vallée de la Doire baltée.

Localisation de la commune d'Arnad à l'intérieur de la Vallée d'Aoste.

## Monuments et lieux d'intérêt
- Le « Toboggan des femmes », à Machaby, une pierre utilisée dans des rituels celtiques liés à la fertilité ;
- Le siège du centre de recherches MEMS du groupe Olivetti Tecnost, parmi les plus avancés du monde dans le domaine de la nanotechnologie.

### Architecture d'Arnad
- L'église paroissiale Saint-Martin (voir aussi le lien externe au bas de l'article) à Arnad-le-Vieux ;
- Le sanctuaire de Machaby, où a lieu la fête de Notre-Dame-des-Neiges le 5 août ;
- Le château inférieur (ou château Vallaise) ;
- Le château supérieur ;
- Le pont d'Échallod ;
- La maison forte de la Côte ;
- La maison forte de la Tour de Ville ;
- Le fort de Machaby datant des XVIIe – XVIIIe siècles, référence pour le fort de Bard, aujourd'hui transformé en auberge de jeunesse et Centre de formation d'escalade alpine.

## Gastronomie
La commune est réputée pour son Lard d'Arnad AOP.

## Personnalités liées à Arnad
- Alexandre de Vallaise - ministre plénipotentiaire à Vienne (1799) et à Saint-Pétersbourg (1802), il représente le royaume de Sardaigne au congrès de Vienne en tant que ministère des Affaires étrangères ;
- Quirino Joly (1930-1976) - poète en patois valdôtain.

## Fêtes et événements

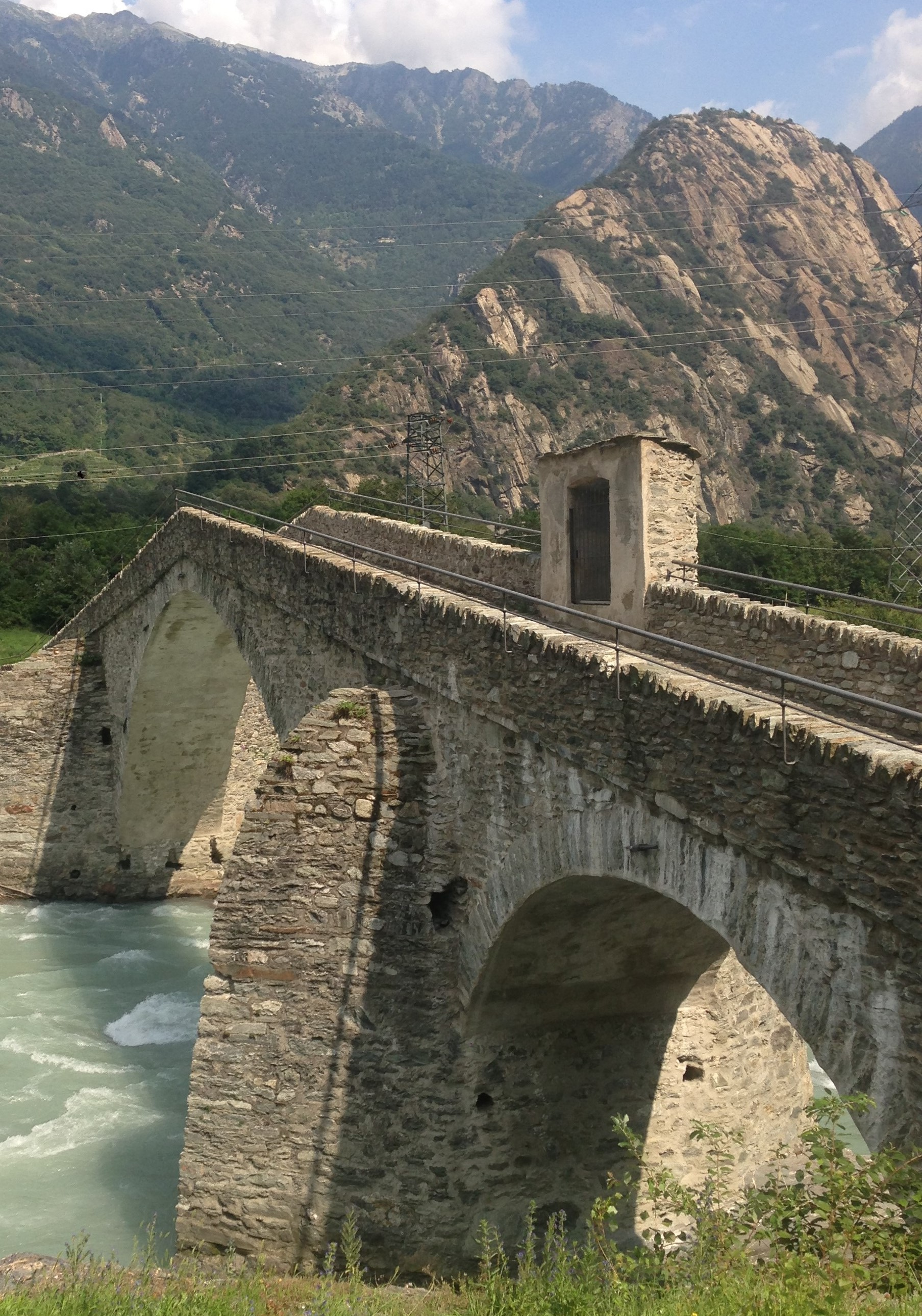
Le pond d'Échallod, le long la via Francigena.

Voir lien externe au fond de l'article.
- La Fête du lard d'Arnad, en patois arnadin Féhta dou lar, le dernier dimanche d'août.

## Associations
À Arnad se situe le siège de la Compagnie des guides d'Arnad, pour la basse vallée centrale et pour la vallée de Champorcher.

## Sport

### Sports traditionnels
Dans cette commune se pratique le palet, l'un des sports traditionnels valdôtains.

### Football
La commune d'Arnad est représentée par la société de football intracommunale Pont Donnaz Hône Arnad Évançon, regroupant plusieurs communes de la basse Vallée d'Aoste. Les matchs se disputent au terrain communal de Montjovet.

## Films tournés au château d'Arnad
- 2007 : Le crime est notre affaire de Pascal Thomas.

## Administration

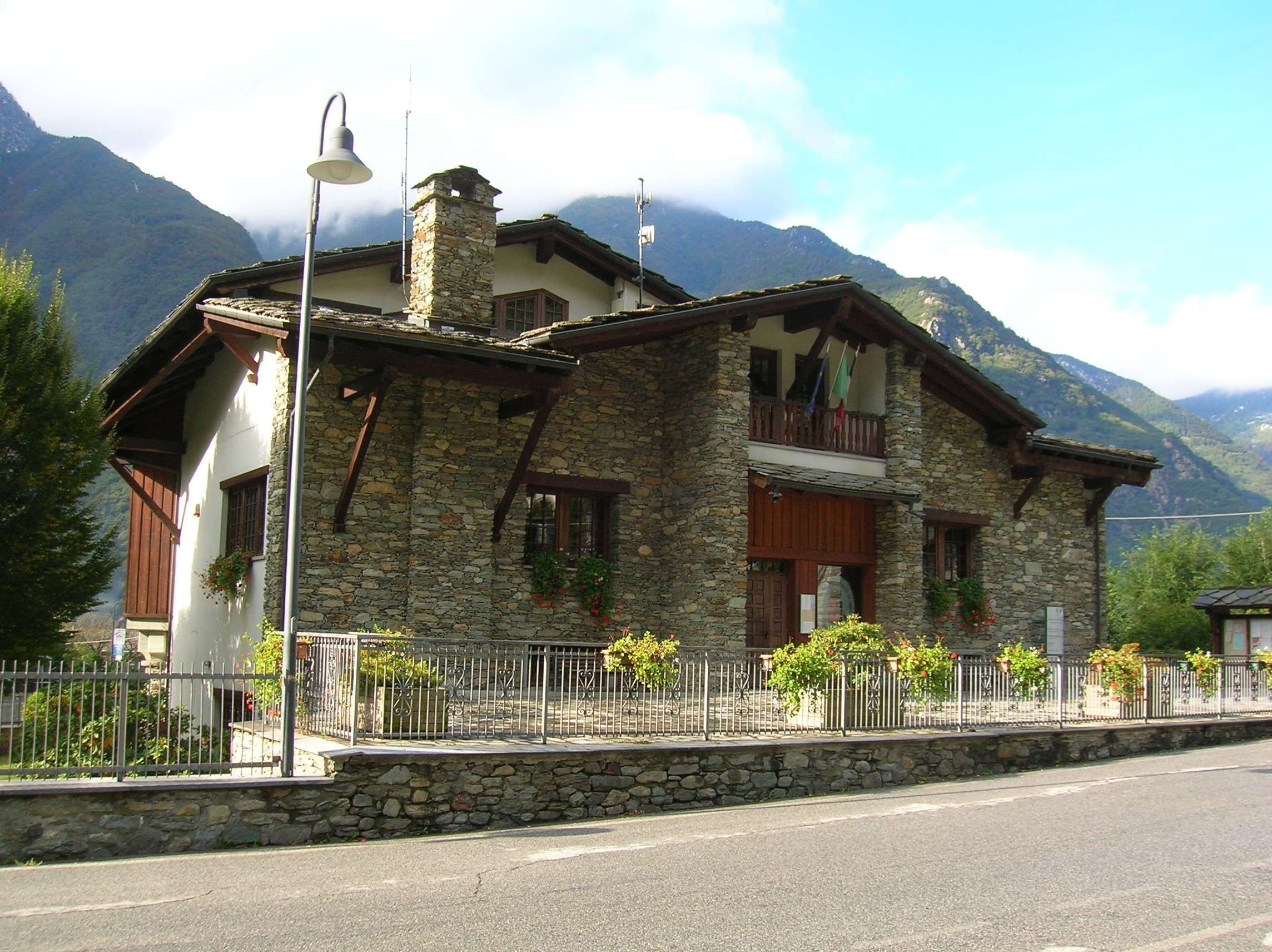
La maison communale.

| Période                                  | Période     | Identité           | Étiquette        | Qualité |
| ---------------------------------------- | ----------- | ------------------ | ---------------- | ------- |
| 20 mai 2002                              | 21 mai 2007 | Philippe Deval     | Union valdôtaine | Syndic  |
| 21 mai 2007                              | 30 mai 2022 | Pierre Bonel       | Liste civique    | Syndic  |
| 31 mai 2022                              | En cours    | Alexandre Bertolin | Liste civique    | Syndic  |
| Les données manquantes sont à compléter. |             |                    |                  |         |

### Hameaux
Anvyey, Arnad-Le-Vieux, Bonavesse, Champagnolaz, Château, Chez Fornelle, Clapey, Clos de Barme, Costa, Échallod, Échallogne, Extraz, Les Vachères, Machaby, Pied-de-Ville, Prouve, Revie, Rolléty, Sisan, Torrettaz, Ville

### Communes limitrophes
Bard, Challand-Saint-Victor, Donnas, Hône, Issime, Issogne, Perloz, Pontboset, Verrès

### Évolution démographique
Habitants recensés

## Galerie de photos

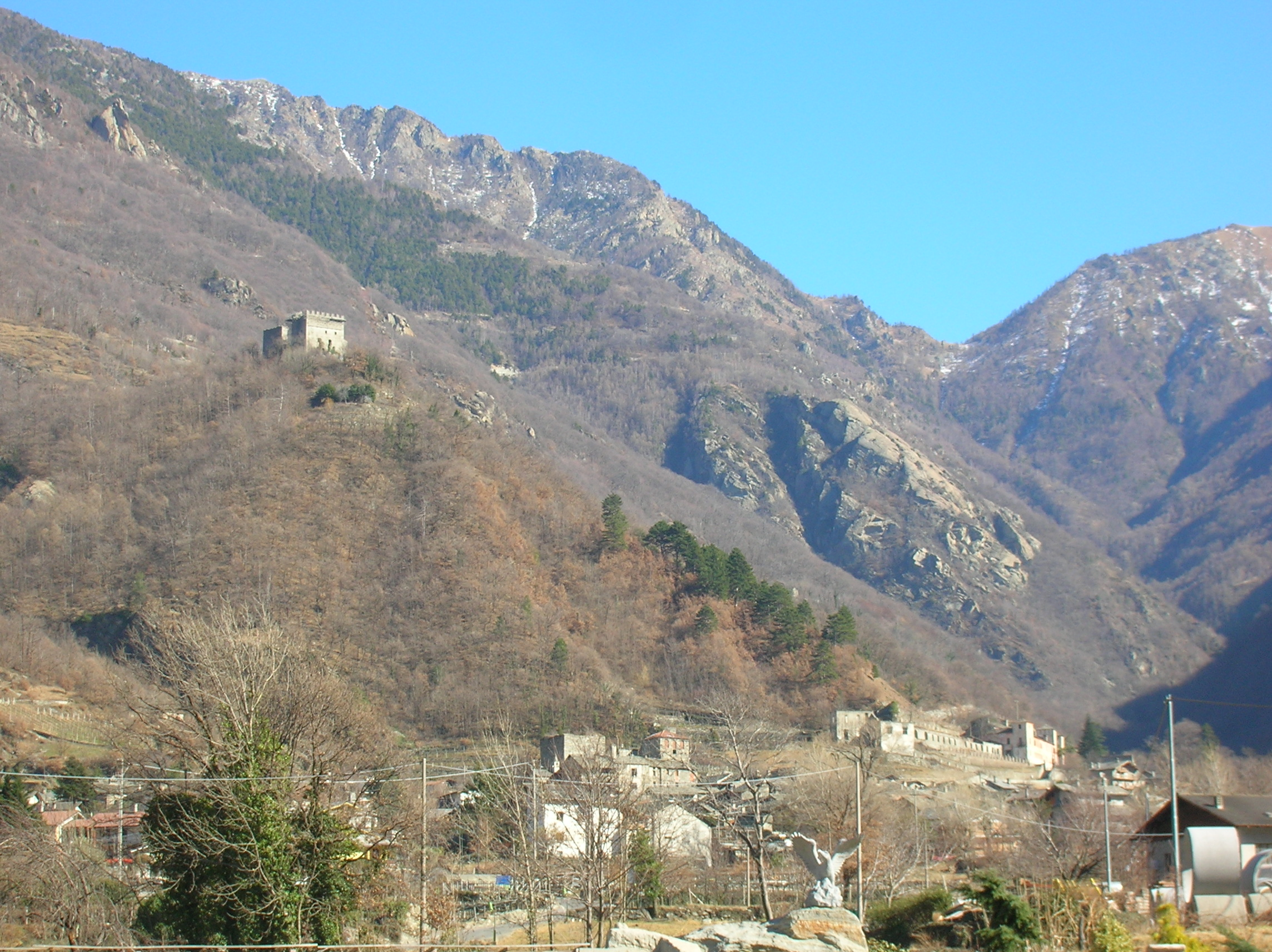
Vue d'ensemble du territoire communal et des châteaux.
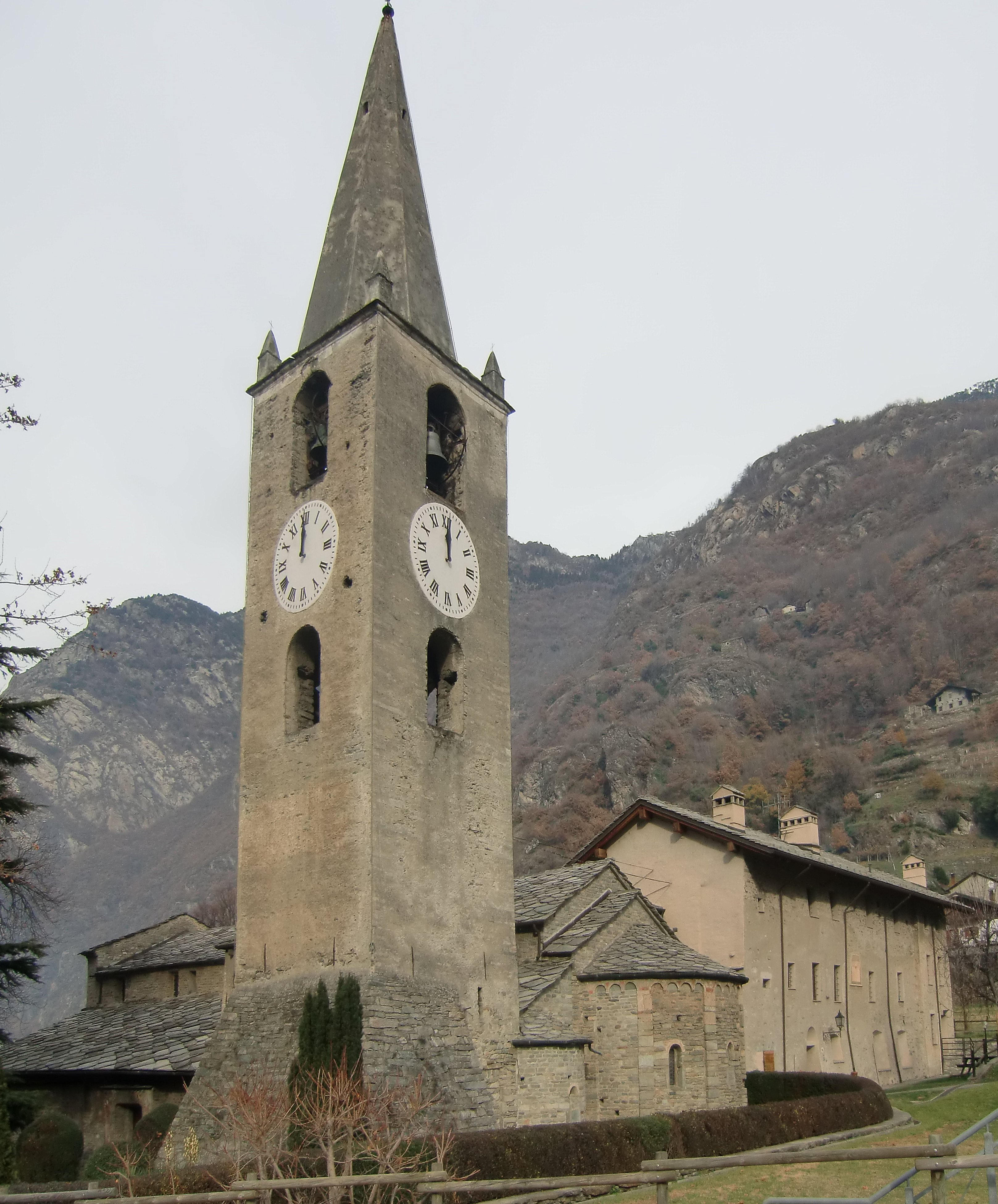
L'église paroissiale Saint-Martin-de-Tours.
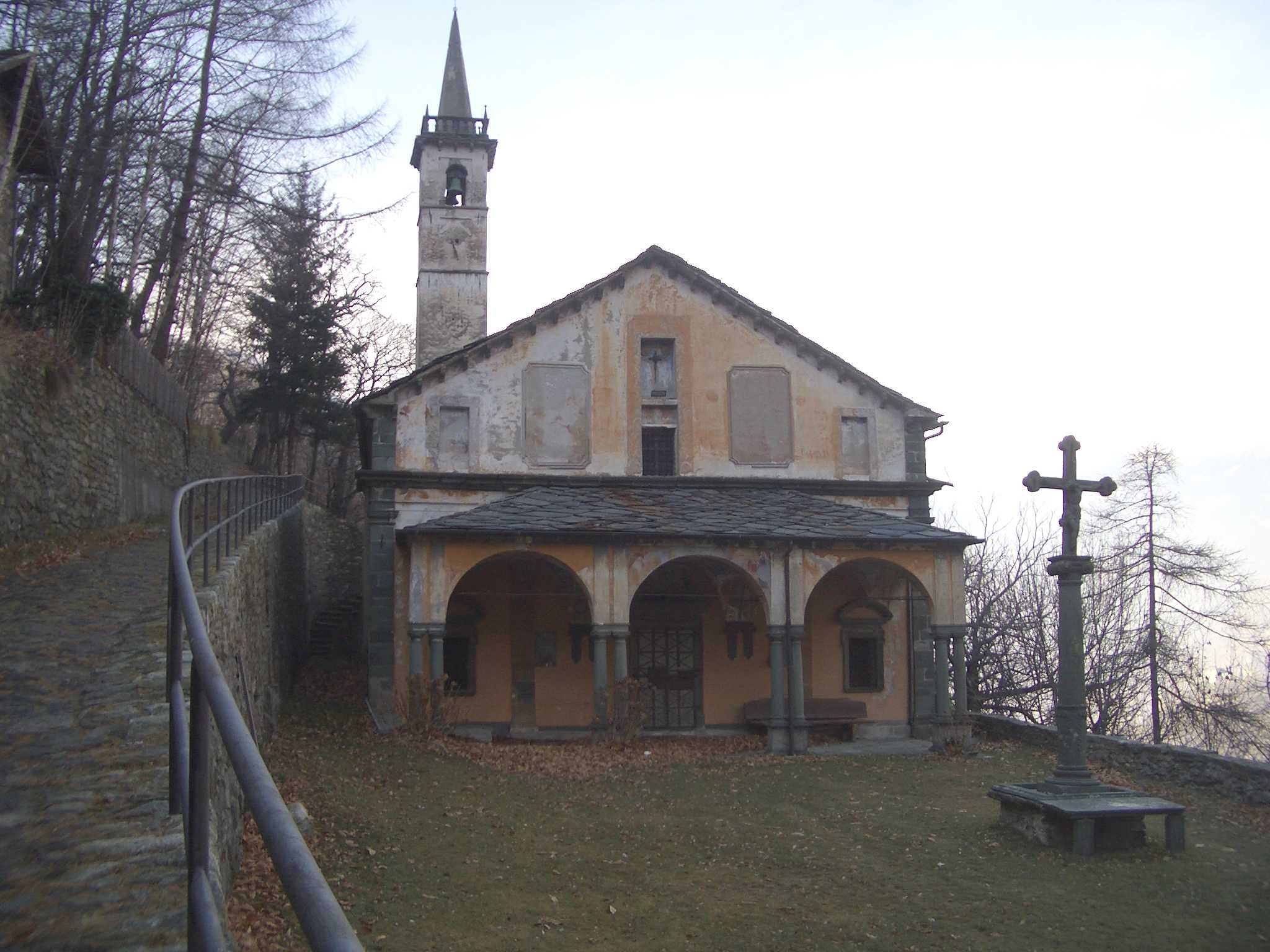
Le sanctuaire Notre-Dame-des-Neiges à Machaby.
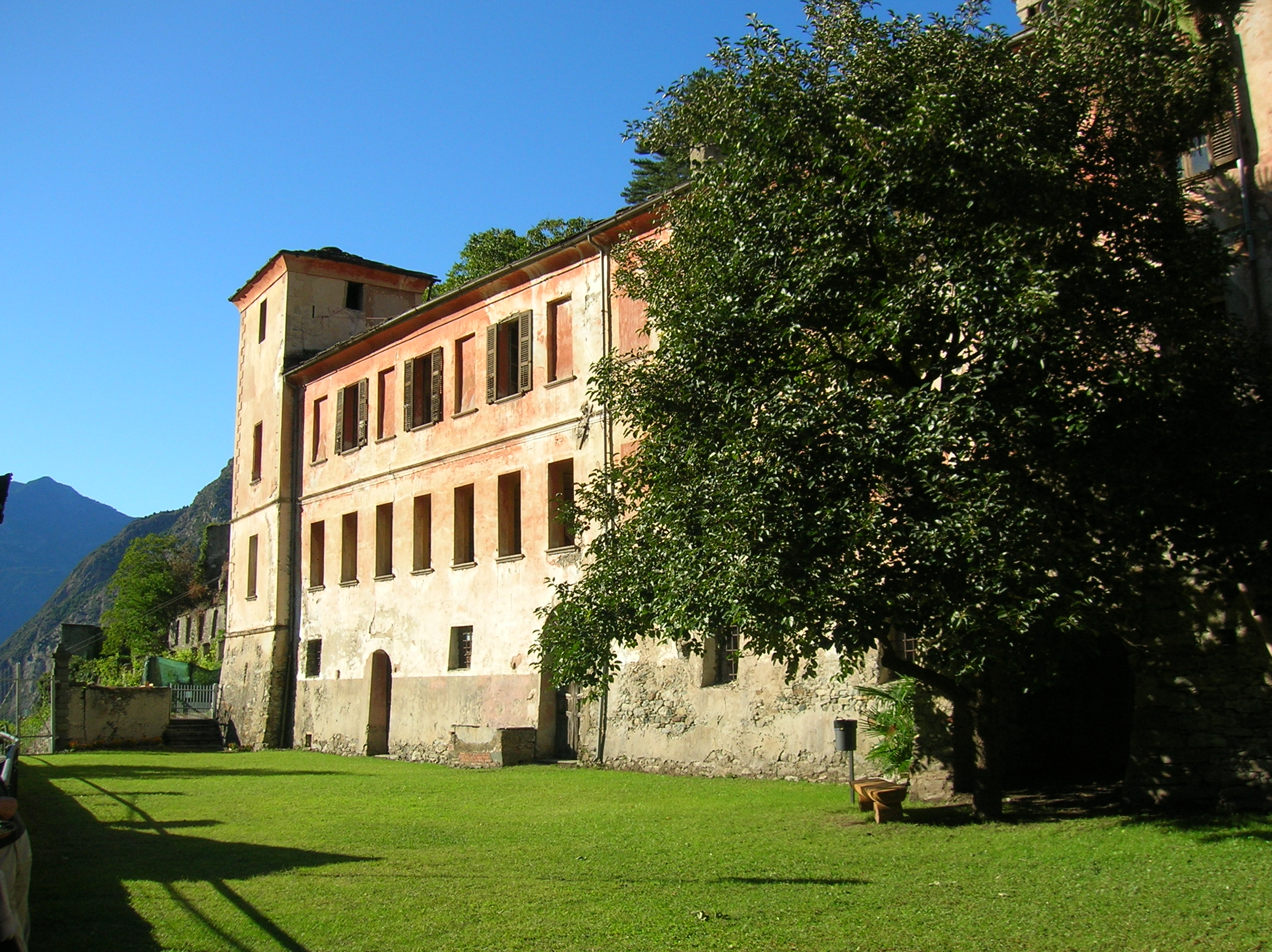
Le château Vallaise.
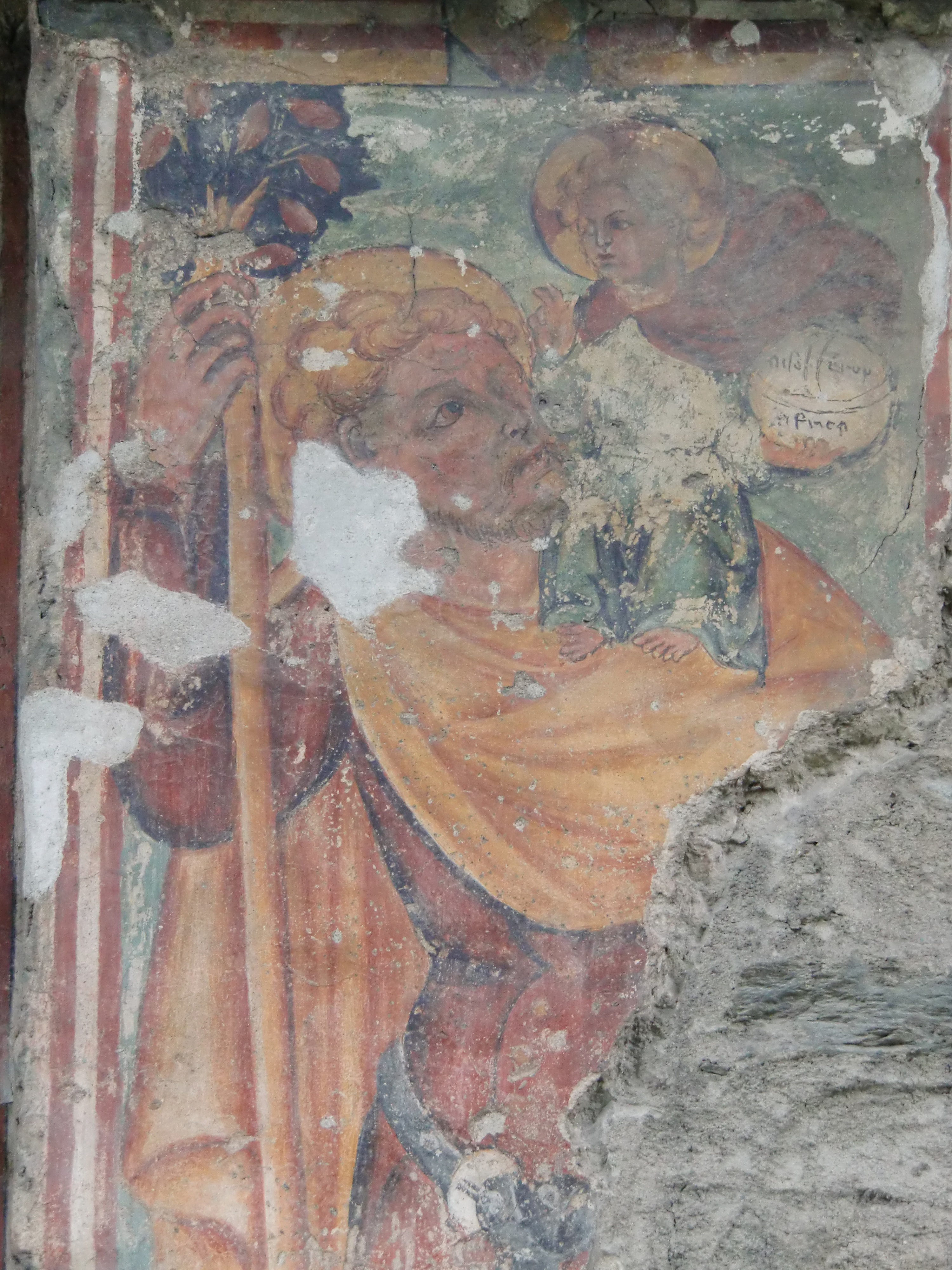
Fresques dans l'église paroissiale Saint-Martin-de-Tours.